# Red Chute
Red Chute – jednostka osadnicza w Stanach Zjednoczonych, w stanie Luizjana, w parafii Bossier.